# Joseph Vincent Brennan
Joseph Vincent Brennan (Van Nuys, Califórnia, Estados Unidos, 20 de março de 1954) é um ministro americano e bispo católico romano de Fresno.
Joseph V. Brennan foi ordenado sacerdote para a Arquidiocese de Los Angeles em 21 de junho de 1980, depois de concluir seus estudos teológicos no Seminário Saint John's em Camarillo. Foi capelão da Paróquia Imaculado Coração de Maria em Los Angeles (1980–1983), Paróquia Saint Linus em Norwalk (1983–1987) e na Saint Vibiana Old Cathedral em Los Angeles (1987–1991), pároco de Saint Linus em Norwalk (1992-2004) e Santíssima Trindade em San Pedro (2004-2012). De 2013 a 2016 foi Vigário Geral na Arquidiocese de Los Angeles.
Em 21 de julho de 2015, o Papa Francisco o nomeou Bispo Titular de Trofimiana e Bispo Auxiliar de Los Angeles. O arcebispo de Los Angeles, José Horacio Gómez, o sagrou e os bispos auxiliares Robert Barron e David G. O'Connell, que foram nomeados ao mesmo tempo, em 8 de setembro do mesmo ano. Os co-consagradores foram o Arcebispo de Chicago, Blase Joseph Cupich, e Joseph Martin Sartoris, Bispo Auxiliar Emérito de Los Angeles.
Em 5 de março de 2019, o Papa Francisco o nomeou Bispo de Fresno. A inauguração ocorreu em 2 de maio do mesmo ano.